# Floribella (telenovela brasileira)
Floribella é uma telenovela brasileira produzida pela RGB Entertainment e exibida pela Band entre 4 de abril de 2005 e 12 de agosto de 2006, em 344 capítulos divididos em duas temporadas – a primeira com 170 capítulos e a segunda com 174 – substituindo a faixa de telejornais e sendo substituída no seu horário pelo programa infantojuvenil Pic Nick Band. É uma adaptação da telenovela argentina Floricienta, escrita originalmente por Cris Morena, com os roteiros redigidos por Patrícia Moretzsohn e Jaqueline Vargas, sob direção de Ricardo F. Ferreira e Sacha e direção geral de Elisabetta Zenatti. É a primeira telenovela produzida pela rede desde Meu Pé de Laranja Lima (1998); a emissora inspirou-se pelo sucesso da original argentina e de regravações brasileiras, como Chiquititas, para a criação da trama.
Profundamente inspirada pelas obras Cinderela e A Noviça Rebelde, a telenovela foi descrita pela imprensa como a "Cinderela dos anos 2000", onde o sapato de cristal foi trocado por um tênis. Tendo o público infantil como alvo e tida como a maior aposta da emissora, Floribella teve uma média geral de 4 pontos, dobrando os números da emissora no horário. Os jornalistas televisivos revisaram-na positivamente; como reflexo dessa recepção, Floribella foi indicada a dez categorias do 8º Prêmio Contigo! de TV. Por ser uma telenovela com uma trama musical, duas trilhas sonoras foram lançadas, tornando-se sucessos comerciais e vendendo mais de trezentas mil cópias, no total; para além disso, chegaram ao mercado dois DVDs e um álbum de remixes.
Conta com Juliana Silveira, Roger Gobeth, Mário Frias, Maria Carolina Ribeiro, Suzy Rêgo, Daniel Ávila, Cássia Linhares e Fernando Alves Pinto nos papéis principais.

## Antecedentes
Em 2004, a idealizadora Cris Morena escreveu a telenovela Floricienta, inspirada pelo conto Cinderela e o filme The Sound of Music, de Robert Wise. Com a produção de sua própria empresa, a Cris Morena Group, em parceria com a RGB Entertainment, a obra estreou em 15 de março do mesmo ano, através do Canal 13, já que a autora não havia mais nenhum vinculo com a Telefe. Na Argentina, o romance protagonizado por Florencia Bertotti, Juan Gil Navarro e Fábio Di Tomaso foi exibido até 2 de dezembro de 2005, e pouco depois foi reprisado pelo Disney Channel, e em 2012 pela Telefe. Além de exportações, foram feitas versões em vários países, como Portugal, Chile, Colômbia e México. Sucesso de audiência, Floricienta foi aclamada, e então uma segunda temporada foi produzida.

## Produção

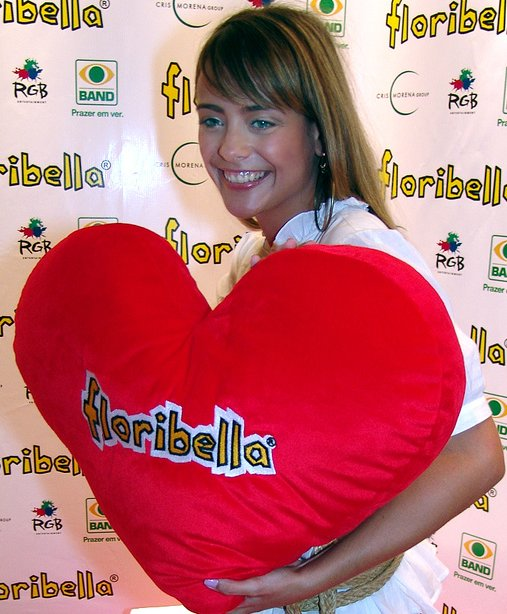
Juliana Silveira durante a coletiva de imprensa da novela.

Inspirada pelo sucesso do original argentino e de regravações nacionais como a de Chiquititas, em agosto de 2004, a Band anunciou que produziria uma versão brasileira de Floricienta, reativando seu núcleo de dramaturgia, uma vez que não produzia mais telenovelas desde Meu Pé de Laranja Lima (1998). Originalmente, a emissora pretendia apenas comprar a versão argentina e exibi-la dublada no Brasil, porém decidiu-se logo depois produzir uma versão brasileira. Patrícia Moretzsohn e Jaqueline Vargas, que eram colaboradoras de Malhação, foram anunciadas como autoras da adaptação. Logo após, foi anunciado o título em português, Floribella, formado pela junção das palavras "Flor" e "Cinderela".
Cada episódio teve um custo de U$$ 35 mil, com toda a novela movimentando U$$ 5,3 milhões. As filmagens da primeira temporada duraram até outubro de 2005, quando começaram as gravações da segunda fase. 
A emissora alugou os estúdios Tycoon, localizados na Barra da Tijuca, e as filmagens principais foram realizadas no Pólo de Cinema e Vídeo do Rio de Janeiro, onde foram construídos 20 cenários, numa área de 1.200 m², além de uma rua cenográfica; o objetivo da emissora em fazer as gravações no Rio era descentralizar a sua produção, baseada principalmente em São Paulo.

### Escolha do elenco
Os testes de elenco foram realizados em 11 e 12 de dezembro de 2004 e contaram com cinco mil candidatos, entre atores já com alguma experiência na televisão e outros que vinham apenas de trabalhos no teatro, no qual eles precisavam realizar uma cena de interpretação e cantar uma música. Em torno de 500 atrizes iniciantes ou já conhecidas que se enquadravam no perfil exigido para a protagonista fizeram os testes para Maria Flor, sendo que a escolha ficou entre Juliana Silveira, Rafaela Mandelli, Natallia Rodrigues, Fabiana Alvarez e Renata Del Bianco – atriz de Chiquititas – e a primeira foi a escolhida. Uma das iniciantes que tentou o papel de Maria Flor foi Maria Carolina Ribeiro, que posteriormente foi realocada para fazer o teste para a antagonista Delfina e passou. Na época, a emissora anunciou apenas que seria uma ex-protagonista de Malhação; o nome da atriz foi anunciado no Brasil Urgente.
Para o protagonista masculino a escolha final ficou entre Miguel Thiré, Márcio Kieling e Roger Gobeth, que ficou com o posto. Suzy Rêgo, que estava fora das novelas há 4 anos, pediu à Elizabetta Zenatti para fazer os testes para a novela, o que deixou-a surpresa, uma vez que Suzy era vista como uma atriz de prestígio por ela e muito ligada aos papéis densos e dramáticos. Apesar disso, Elizabetta decidiu escalar Suzy para a novela sem testes, acreditando que uma atriz conhecida daria porte à trama e ajudou-a a encontrar o tom de comédia da antagonista Malva. Gustavo Leão recebeu a notícia que havia passado nos testes na véspera de Natal, quando a equipe da Band chegou em sua casa com câmeras para gravar sua reação. Antes do início das gravações, foi realizado um workshop de 10 dias para ajudar os atores a se adaptar ao universo de dramaturgia infanto-juvenil.

## Enredo

### Primeira temporada
Maria Flor (Juliana Silveira) é uma moça sonhadora que perdeu a mãe na infância e foi criada por sua amorosa madrinha, Titina (Zezé Motta), que sempre a ajudou a fazer seus sonhos se tornarem realidade. Ela vai trabalhar como babá na mansão dos Fritzenwalden, onde moram seis irmãos que ficaram órfãos e cujo responsável é o mais velho, Fred (Roger Gobeth), que teve que abrir mão da carreira fora do país para cuidar dos mais novos, se tornando amargurado e frio pelo fardo que carrega. Os demais irmãos são Guto (Gustavo Leão), um surfista bonitão e popular, Betinho (Gabriel Lasmar), o gêmeo não-idênticos de Guto considerado "feio", João Pedro (Johnny Massaro), um nerd que só pensa em regras, Bruna (Mariah de Moraes), uma garota mimada e rebelde, e o pequeno Joca (João Vithor Oliveira).
A surpresa de Flor é que ela já conhecia todos os irmão de Fred, exceto Guto, que passa grande parte do tempo longe da família, por conta da prática do surfe. Ela conheceu os irmãos numa festa clandestina que eles deram na mansão durante uma viagem de Fred. Nessa festa ela tocou com sua banda, formada também por DiCaprio (Bruno Miguel), Tati (Úrsula Corona), Juju (Eline Porto) e Batuca (André Luiz Miranda) – filho de Titina que Flor considera como um irmão. Apesar de fazerem todas as babás anteriores fugirem e quase enlouqueceram a governanta Helga (Vic Militello), os irmãos gostam e respeitam Flor por essa ligação anterior e, aos poucos, Fred, que não gostava do jeito excêntrico e positivista da babá, também passa da admira-la e os dois se apaixonam. Quem não gosta disso é a arrogante Delfina (Maria Carolina Ribeiro), noiva de Fred, e a mãe dela, Malva (Suzy Rêgo), que estão dispostas a tudo para que o casamento aconteça para que coloquem as mãos na fortuna dos Fritzenwalden, passando a infernizar a vida de Flor.
Ainda há outros personagens, como Adriano (Daniel Ávila), primo dos Fritzenwalden que chega na mansão para estudar e se apaixona também por Flor, disputando a atenção dela com Fred. Sofia é filha de Malva considerada "feia" e desengonçada, que diferente da mãe e da irmã gosta de Flor. Já Luciano (Bruno Padilha) é amante de Delfina e a ajuda em suas armações, enquanto Matheus (Igor Cotrim) é melhor amigo e conselheiro de Fred. Em dado momento também chega Martinha (Letícia Colin), uma DJ que se torna amiga de Flor e a ajuda a produzir as músicas da banda. Além disso Malva procura pela filha bastada que seu falecido marido teve fora do casamento, a qual ela quer intimidar para abrir mão da metade da herança, embora ninguém imagine que a menina seja Flor.

### Segunda temporada
Após Fred ter morrido em um acidente de avião, Delfina acredita que se tornará tutora dos Fritzenwalden e assim tomará posse da fortuna deles, uma vez que conseguiu casar-se com ele antes da viagem, porém se surpreende ao descobrir que ele havia passado a tutoria dos irmãos para o Conde Máximo (Mário Frias), e ela não tem direito a nada. Flor logo se depara com um rapaz machista e arrogante, que odiou a ideia de ter cinco jovens sobre sua responsabilidade e entra em conflito constante com ela por isso, porém os dois aos poucos vão descobrindo que são mais parecidos do que parece e isso desperta uma paixão neles. Igual anteriormente, Delfina decide conquistar Máximo para ter acesso ao dinheiro com ajuda da mãe Malva e de Luciano, que a ameaça a dar metade do dinheiro que conseguir ou contará que ela cometeu crime de bigamia, uma vez que tinha se casado com ele também.
Bruna foi estudar na Europa e chega na mansão Olívia (Julianne Trevisol), prima dos irmãos que é apaixonada por Betinho desde a infância, enfrentando as interferências de seu ex-namorado Christian (Sylvio Carvalho) para ficar com o primo. Ainda há os romances de Batuca e Camila (Nathália Limaverde), DiCaprio e Martinha, e Guto e Moniquinha (Yana Sardenberg), que é atrapalhado pela venenosa Agatha (Jullie). No meio da história também chega a marquesa Kriseida (Cássia Linhares), grande amor do passado de Máximo e disposta a tudo para reconquistá-lo, tendo a ajuda do barão João Melaço (Fernando Alves Pinto), que se torna obsessivo por Flor. Enquanto isso Flor e Malva descobrem uma cláusula no testamento de que só receberão a herança se administrarem tudo juntas.

## Elenco
Juliana Silveira interpreta Maria Flor Miranda, uma jovem órfã, meiga e sonhadora, que chega à mansão da família Fritzenwalden e se apaixona por Frederico (Roger Gobeth), porém sua madrinha Malva (Suzy Rêgo) está disposta a separá-los e fazer com que sua filha Delfina (Maria Carolina Ribeiro) se case com o rapaz. Simultaneamente ao drama da história, Flor forma uma banda com seus amigos Leonardo "di Caprio" (Bruno Miguel), Tatiana (Úrsula Corona), Julia (Eline Porto), Marta (Letícia Colin) e Daniel Ramos "Batuca" Garcia (André Luiz Miranda), filho de Cristina "Titina" (Zezé Motta).
Após a governanta Helga Beethoven (Vic Amor Militello) ser internada, Frederico se torna o responsável por Joaquim "Joca" (João Vithor de Oliveira), João Pedro (Johnny Massaro), Bruna (Mariah Rocha), Alberto (Gabriel Lasmar), Augusto (Gustavo Leão), Renata (Isabella Cunha) e Olívia (Julianne Trevisol). Sofia Torres (Drica Rabello) e Corina Bittencourt (Norma Blum) são filhas de Malva e seu ex-marido Armando. Na casa dos Frietzenwalden, trabalham o cozinheiro Gerard (Gustavo Ottoni), a empregada Amélia (Suzana Abranches) e o motorista Robson Pereira (Jorge Medina).
Com a morte de Frederico, Máximo Augusto Calderón de Alicante (Mário Frias) se torna o herdeiro de tudo e se apaixona por Flor. À medida que a segunda fase da trama transcorria, personagens eram introduzidos: a acompanhante de Filomena (Marília Pacheco), Joana (Adriana Prado); o malvado Jean (Fábio Azevedo), apaixonado por Monique (Yana Sardenberg); Evaristo (Leonardo Cortez), habitante do país fictício, Krikoragán; o amigo de Delfina, Luciano (Bruno Padilha); o médico Grimberg (Júlio Levi) e Figueiredo (Guilherme Leme), pai de Ágata (Jullie).

## Exibição
Floribella originalmente estrearia em 14 de março de 2005 pela Band, no entanto, esta data foi adiada para 4 de abril. Exibida de segunda a sexta às 20h10min após o Jornal da Band, a telenovela recebeu a classificação indicativa de livre para todos os públicos, e seu último capítulo foi exibido em 25 de novembro de 2005, totalizando 170 capítulos. Depois, um especial com os melhores momentos foi transmitido. Com contrato renovado com a RGB, o canal produziu uma segunda temporada "mais irreverente", que foi exibida de 23 de janeiro a 12 de agosto de 2006, com 174 episódios. Um diferencial foi que sua transmissão ocorreu de segunda a sábado. Contando ambas as séries, a produção teve um total de 344 capítulos, estando entre as mais longas da história da televisão brasileira. A abertura da primeira temporada era transmitida ao som de "Floribella", sua canção-título, que foi incluída na primeira trilha sonora; na segunda temporada, o tema era "É pra você meu coração", ouvido em Floribella 2: É pra você meu coração. Ambas são adaptações de Floricienta feitas por Rick Bonadio, e no caso da segunda, com contribuição de Clio.
A produção também foi exibida através do Disney Channel, assim como aconteceu com o original argentino, de 16 de outubro de 2006 a 8 de junho de 2007 na primeira temporada e 2 de junho de 2008 a 30 de janeiro de 2009 a segunda. Internacionalmente, foi exibida pela Band Internacional. Com o desempenho da novela, surgiram rumores de uma terceira temporada, o que poderia ocorrer, segundo Marcelo Parada: "Não está definido o produto que entrará no lugar de Floribella 2, que terminará em agosto. Vamos resolver isso até o fim deste mês. Como estamos indo bem no Ibope (a média é de 5 pontos) e os anunciantes estão respondendo bem, existe, sim, essa possibilidade." Caso isso ocorresse, a continuação teria que ser escrita sem adaptações, já que Floricienta só teve duas séries. A Band e a RGB chegaram a discutir a possibilidade, mas ela não se concretizou.
Sua primeira temporada foi reprisada pela primeira vez entre 5 de novembro de 2007 e 17 de junho de 2008, na faixa das 14h15. Obteve baixa audiência, o que fez com que mudasse para as 13h50. A primeira temporada da trama tornou-se disponível no serviço de streaming Netflix em 2 de julho de 2015. Foi reprisada pela segunda vez pela Band entre 15 de setembro de 2020 a 17 de maio de 2021 em 175 capítulos, 15 anos após a exibição original, substituindo a trama portuguesa Ouro Verde e sendo substituída pela trama inédita Nazaré às 20h20. Assim como na primeira reprise em 2007, foi transmitida apenas a primeira temporada.

## Música
Para os lançamentos discográficos da telenovela, a Band fechou um acordo com a Universal Music Brasil. No total, foram cinco discos editados, dois álbuns de estúdio, dois ao vivo e um de remixes e karaokê. O primeiro disco lançado foi Floribella, em 6 de junho de 2005. As vozes presentes no álbum são da protagonista Juliana Silveira e da antagonista Maria Carolina Ribeiro, com uma participação especial de Gustavo Leão. A produção coube a Rick Bonadio. O álbum se inspirou no original Floricienta y Su Banda, lançado em 2004 na Argentina. Nos primeiros 45 dias após o lançamento, o álbum já havia vendido 55 mil cópias. Ficou na décima quinta posição dos mais vendidos de 2005. Foi certificado inicialmente disco de ouro pela marca de 100 mil cópias vendidas, condecoração que Juliana recebeu no palco do Sabadaço, contudo, mais tarde recebeu disco de platina pela Associação Brasileira dos Produtores de Discos (ABPD) por vendas totais de 170 mil cópias. Silveira recebeu a certificação no palco do Band Vida.
A canção-título "Floribella" ficou entre os tons de chamada mais baixados em celulares do mês de julho de 2005, com mais de 90 mil cópias vendidas, e após o término da primeira temporada, haviam sido comprados 320 mil toques. O primeiro DVD saiu ainda em 2005. Intitulado Floribella: Ao Vivo, nele Juliana Silveira interpreta cinco temas do primeiro disco. O espetáculo foi gravado no dia 18 de setembro de 2005 em São Paulo, e foi certificado ouro pela ABPD ficando entre os 20 mais vendidos de 2005 na 18.ª posição. O show foi exibido na Band um dia após sua realização. O segundo disco lançado foi Floribella 2: É pra você meu coração, em 20 de março de 2006. O disco contêm treze canções, doze inspiradas no seu correspondente argentino e uma inédita, "País das águas". Este recebeu disco de ouro. No mesmo ano, é distribuído Floribella: Remixes + Karaokê, com remixes e karaokês de todas as canções de Floribella 2. Floribella, o Musical foi gravado a partir de um espetáculo ao vivo no Tom Brasil, em São Paulo, e tornou-se a última edição fonográfica da telenovela. No geral, o folhetim teve 25,5 mil CD vendidos por cada ponto de audiência.

## Lançamento e repercussão

### Audiência
"Foi algo que, realmente, me pegou de surpresa. Quando a audiência começou a subir, as crianças começaram a me reconhecer na rua, os produtos começaram a vender. Fiquei pasma [...] Você cansa, mas vicia mesmo, porque trabalhar para criança é muito, mas muito prazeroso.

—Juliana Silveira sobre a audiência da telenovela e o público infantil.
Lançada em um período em que diversas emissoras apostavam em produções ousadas, a meta imposta pelos diretores e dramaturgos de Floribella foi de 3 pontos. Na Grande São Paulo, a estreia alcançou 3,5 pontos, acrescentando um ponto a mais à emissora durante o horário. O folhetim conseguiu uma média aproximada de 3 pontos durante dois meses de exibição, desde então, a audiência aumentou e chegou a conquistar a terceira posição na medição do Instituto Brasileiro de Opinião Pública e Estatística (IBOPE), vencendo o Jornal da Record. No dia 2 de agosto de 2005, a novela alcançou sua maior pontuação até então: 6 pontos, e o último capítulo da primeira temporada alcançou o recorde com 7 pontos.
As primeiras semanas da segunda temporada mantiveram os mesmos índices do final da primeira com 5 e 7 pontos. Entretanto, a RecordTV abriu um segundo horário de telenovelas com Cidadão Brasileiro às 20h30 a partir de 13 de março de 2006, deixando Floribella com uma concorrência dramatúrgica que não tinha na faixa até então, o que fez com que os números da segunda temporada fossem menores que da primeira. Na estreia de Cidadão Brasileiro a Band conquistou 3 pontos de audiência, enquanto sua concorrente marcou 15 de média, com picos de 23. O problema persistiu por toda temporada. A trama finalizou com índices satisfatórios para a emissora, 4 pontos de média, o dobro da atração anterior, Meu Pé de Laranja Lima.

### Avaliação em retrospecto

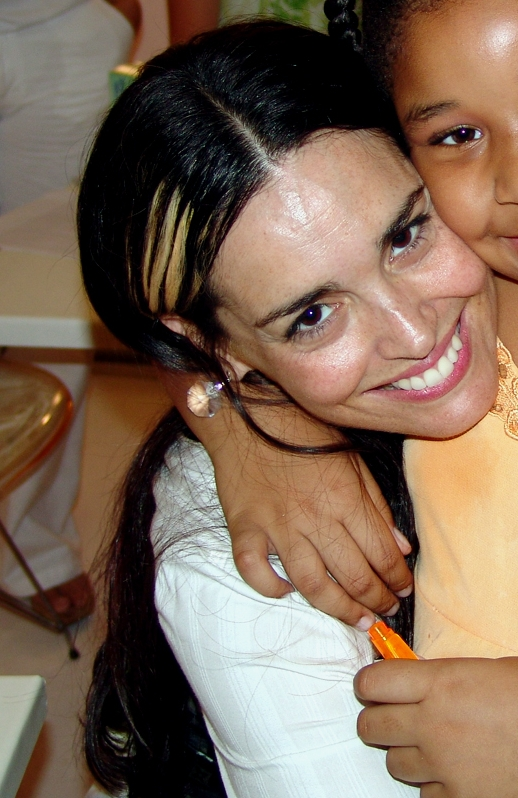
Suzy Rêgo (imagem) foi elogiada pela repórter Elizabete Antunes, de O Globo, "seus 17 anos de profissão fazem a diferença no folhetim da Band."

Durante a primeira semana de exibição, periodistas do Jornal do Brasil avaliaram-a negativamente e assimilaram-a com a telenovela Malhação: "Mas, a julgar pelos dois primeiros capítulos, está longe de ser um musical, pelo menos no sentido que essa palavra assume no cinema [e] fica meio difícil saber [para] qual público [é direcionada]." A repórter Ana Beatriz Corrêa, do mesmo noticiário, comparou: "a comédia romântica é uma versão moderna da fábula da Cinderela, na qual o sapatinho de cristal foi trocado pelo tênis colorido." O jornalista Thomas Villena avaliou que "[Em Floribella], os cenários são pobres, o roteiro não ajuda (é infantil e banal), os atores, em sua maioria, não sabem atuar, a direção é insegura e o resultado não podia ser pior [...] como fábula infantil, deve conquistar crianças e adolescentes, mas, como novela, não tem texto nem atores para concorrer com as outras." Por outro lado, telespectadores enviaram cartas destinadas à Villena, discordando de sua crítica: "não concordo, o elenco foi bem escolhido, os atores atuam bem, os cenários são bem-feitos e de bom gosto, a atriz Maria Carolina Ribeiro está bem com seu personagem."
Ricardo Valladares, da revista Veja, expôs a qualidade da teledramaturgia brasileira fora da Rede Globo e citou Floribella como exemplo à Band: "de atores a câmeras, sente-se hoje uma certa euforia entre os profissionais das novelas. Os 9 pontos [de Essas Mulheres, da Rede Record], são bem superiores à média da rede [e a Band], por sua vez, conseguiu dobrar sua média de audiência com Floribella, na qual investiu 5 milhões de dólares em associação com uma produtora argentina." Jorge Brasil da Contigo! expôs que o folhetim é um dos poucos que conseguiu introduzir "clipes no meio de trama sem ficar artificial". Elizabete Antunes, de O Globo, comentou: "Se boa parte do elenco [de Floribella] é tão jovem de idade quanto de carreira, há um time que vem na contramão. Ou melhor, que pode indicar a direção correta a seguir para os mais inexperientes. E garantir uns pontinhos a mais no ibope." Keila Jimenez, jornalista de O Estado de S. Paulo, avaliou: "[ela é] recheada de clichês, [...] crianças abandonadas, príncipes encantados e maniqueísmos." Dolores Orosco da IstoÉ comentou que Juliana "leva jeito para apresentadora infantil".
| “                                        | A novela mistura de A Noviça Rebelde com Chiquititas, "Menudos" e MTV. Tem o popular visual bem moderno, graças a alguns poucos efeitos especiais e a uma edição, digamos, ultra-rápida. Mas o roteiro é fraco, e o horário, pós-jornal, errado. O programa não combina com a emissora conhecida por seu jornalismo, especialmente o esportivo. | ” |
| — Esther Hamburger, da Folha de S.Paulo. | |   |

### Produtos e vendas
Durante o início da história, a emissora gastou 8 milhões de reais em cotas de patrocínio, tais como as empresas comerciais Casas Bahia, Petrobrás, RGB Entertainment e Kopenhagen. A trilha sonora iniciou-se com um CD em versões em espanhol e português, o qual vendeu 55 mil cópias em 45 dias. Durante as primeiras semanas de seu lançamento, manteve-se em quarto na lista dos mais vendidos. José Antonio Éboli, presidente da Universal Music, comentou: "o que nos surpreende é a velocidade das vendas. É um disco que vai vender meio milhão de cópias até o fim do ano porque pega o público infantil." Keila Jimenez, de O Estado de S. Paulo comentou: "A próxima temporada da trama, que estreia no ano que vem, trará mais e mais produtos. CDs, DVDs e até uma linha de produtos de beleza e higiene estão nos planos da emissora, que insiste que a novela veio para abrir caminho para outras tramas na Band. Mas nenhuma tão lucrativa, a Band já sabe."
Úrsula Corona, intérprete de Tatiana, foi escalada para apresentar a atração O Diário de Floribella durante a segunda fase da trama. No programa, Corona exibia perguntas e brincadeiras relacionadas à história da telenovela. Um ano após o início do folhetim, o álbum de figurinhas patrocinado pela Panini Comics vendeu 6 milhões de envelopes, com isso, foram licenciados tênis, bonecas, sapatilhas e quebra-cabeças. A boneca da protagonista vendeu mais de 50 mil exemplares. O calçado Bamba Floribella, produzido em parceria com a Alpargatas, foi um dos carros-chefes do folhetim e divulgado durante a própria trama e os comerciais. Ele vendeu mais de 415 mil pares. Em 2006, a editora Landscape lança um livro, baseado na telenovela, escrito pelas próprias autoras. As Aventuras de Floribella era constituído de oito histórias inéditas nunca exibidas na TV.

### Prêmios e indicações
Floribella recebeu dez indicações ao 8º Prêmio Contigo! de TV. Patrícia Moretzsohn e Jaqueline Vargas foram colocadas nas categorias de "melhor autor" e "melhor novela", Elizabetta Zenatti foi indicada a "melhor direção"; Lulu Arreal, a "melhor figurino"; Juliana Silveira, a "melhor atriz"; Maria Carolina Ribeiro, a "atriz revelação", Isabella Cunha representou a categoria de "melhor atriz infantil"; Roger Gobeth, a categoria de "melhor ator" e Gustavo Leão foi colocado para "ator revelação". Ainda, as personagens de Juliana Silveira e Roger Gobeth, Maria Flor e Fred, foram nomeados a "melhor par romântico".